# Veinticinco de Mayo (Uruguay)
Ne doit pas être confondu avec Veinticinco de Mayo (La Pampa).
Veinticinco de Mayo ou 25 de Mayo est une ville de l'Uruguay située dans le département de Florida. Sa population est de 1 845 habitants.

## Histoire
La ville a été fondée par Ramón Álvarez le 25 mai 1874.

## Population
| Année | Population |
| ----- | ---------- |
| 1963  | 1 692      |
| 1975  | 1 874      |
| 1985  | 1 834      |
| 1996  | 1 931      |
| 2004  | 1 845      |

Référence,.